# Kabeladapter
Ein Kabeladapter in der Technik von Computernetzwerken ist ein Verbindungsstück zwischen dem Zuleitungskabel eines Gerätes und dem Netzwerkübertragungsmedium. Im einfachsten Fall sind beide ein BNC-Koaxialkabel, dann besteht der Kabeladapter aus einem BNC-T-Stück.